# Kafr Zaytā
Kafr Zaytā (arabiska: كفر زيتة, الزيتية, كفر زيتا) är en subdistriktshuvudort i Syrien.   Den ligger i provinsen Hamah, i den centrala delen av landet, 210 kilometer norr om huvudstaden Damaskus. Kafr Zaytā ligger 316 meter över havet och antalet invånare är 21 845.
Terrängen runt Kafr Zaytā är lite kuperad. Runt Kafr Zaytā är det tätbefolkat, med 383 invånare per kvadratkilometer.. Närmaste större samhälle är Khān Shaykhūn, 8,7 kilometer nordost om Kafr Zaytā. 
Trakten runt Kafr Zaytā består till största delen av jordbruksmark.